# Diego Ferrari
Diego Ferrari (Cremona, 17 november 1970) is een voormalig Italiaans wielrenner. Hij was van 1997 t/m 2002 actief bij de profs. Hij boekte gedurende zij profcarrière geen enkele overwinning. Wel stond hij in 2000 op het podium bij het Italiaans kampioenschap tijdrijden. Hij werd daar derde. Een jaar later stond hij met een vierde plaats net naast dat podium.

## Overwinningen
1991
- Trofeo Franco Balestra - Memorial Sabbadini, Beloften

1992
- Eindklassement Circuit des Mines, Amateurs

1996
- GP Ezio del Rosso

## Resultaten in voornaamste wedstrijden
| Jaar | Ronde van Italië | Ronde van Frankrijk | Ronde van Spanje |
| ---- | ---------------- | ------------------- | ---------------- |
| 1997 |                  |                     | 101e             |
| 1998 |                  | 76e                 |                  |
| 1999 | 82e              |                     |                  |
| 2000 | 115e             |                     |                  |
| 2001 | 106e             |                     |                  |
| 2002 |                  |                     | 113e             |

| Jaar | Milaan-San Remo | Gent-Wevelgem | Ronde van Vlaanderen | Amstel Gold Race |
| ---- | --------------- | ------------- | -------------------- | ---------------- |
| 1997 |                 |               |                      |                  |
| 1998 |                 | 73e           | 67e                  |                  |
| 1999 |                 |               |                      |                  |
| 2000 | 150e            |               |                      | 102e             |
| 2001 |                 |               | 58e                  |                  |
| 2002 |                 | 54e           | 98e                  |                  |